# Samantha Cools
Samantha Cools (Calgary, 3 de marzo de 1986) es una deportista canadiense que compitió en ciclismo en la modalidad de BMX. Ganó una medalla de plata en el Campeonato Mundial de Ciclismo BMX de 2006, en la prueba de cruiser femenino.

## Palmarés internacional
| Campeonato Mundial | Campeonato Mundial | Campeonato Mundial | Campeonato Mundial |
| Año                | Lugar              | Medalla            | Competición        |
| ------------------ | ------------------ | ------------------ | ------------------ |
| 2006               | São Paulo (Brasil) | Medalla de plata   | Cruiser            |